# 格蘭德帕斯 (密蘇里州)
格蘭德帕斯（英語：Grand Pass）是位於美國密蘇里州薩林縣的村。

## 人口
根據2020年美國人口普查的數據，格蘭德帕斯的面積為0.28平方千米，皆為陸地。當地共有人口49人，而人口密度為每平方千米175人。